# Фурес
Фурес (Forès) — муніципалітет і село в Іспанії, у комарці Конка-де-Барбера в провінції Таррагона в Каталонії.